# Pero pretensa
Pero pretensa là một loài bướm đêm trong họ Geometridae.